# Summa revisibilis
Summa revisibilis (lat., "summa, för vilken vad till högsta instans får göras"), juridik. 
Enligt tidigare regler om summa revisibilis i svensk rätt fick inte alla mål från hovrätt fullföljas till Högsta domstolen. Regeln var att hovrättens slutliga utslag i ett fullföljt tvistemål eller ärende, som handlar om ett belopp som uppenbarligen inte uppgår till 1500 kronor, inte får fullföljas till Högsta domstolen.
Stadgandet var dock inte ovillkorligt; om det för en enhetlig lagtolkning eller rättstillämpning är av synnerlig vikt att partens talan blir prövad av högsta domstolen (prejudikatdispens), då parten visar att talans fullföljande för honom skulle ha synnerlig betydelse utöver det mål som det handlar om (intressedispens).